# St. Georg (Schellroda)

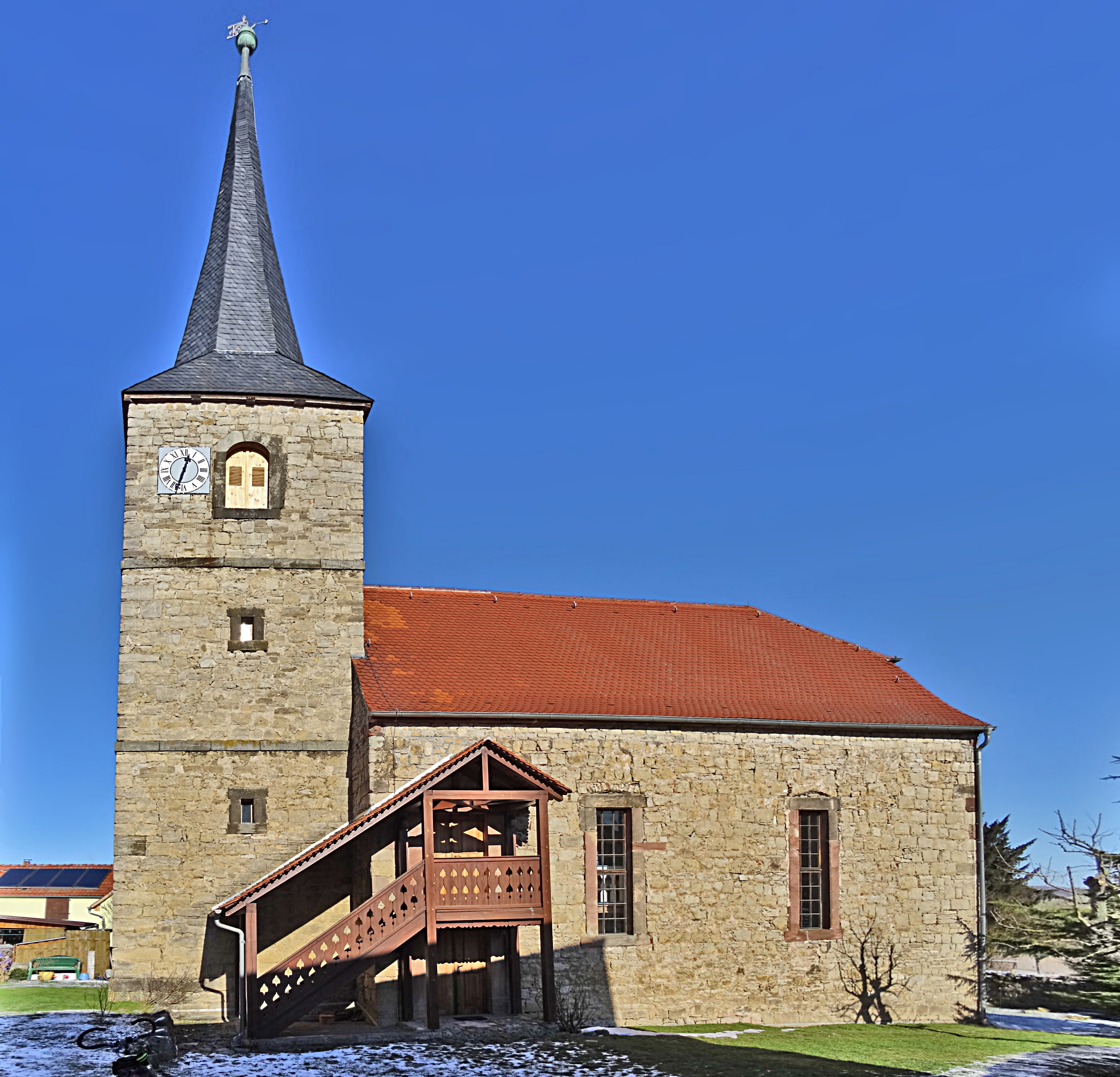
Die Kirche

Die Dorfkirche St. Georg steht im Ortsteil Schellroda der Gemeinde Klettbach im Landkreis Weimarer Land in Thüringen. Die Gemeinde gehört zum Kirchengemeindeverband Klettbach im Kirchenkreis Weimar der Evangelischen Kirche in Mitteldeutschland.

## Lage
Die evangelische Dorfkirche liegt zentral im ehemaligen Rundlingsdorf.

## Geschichte und Architektur

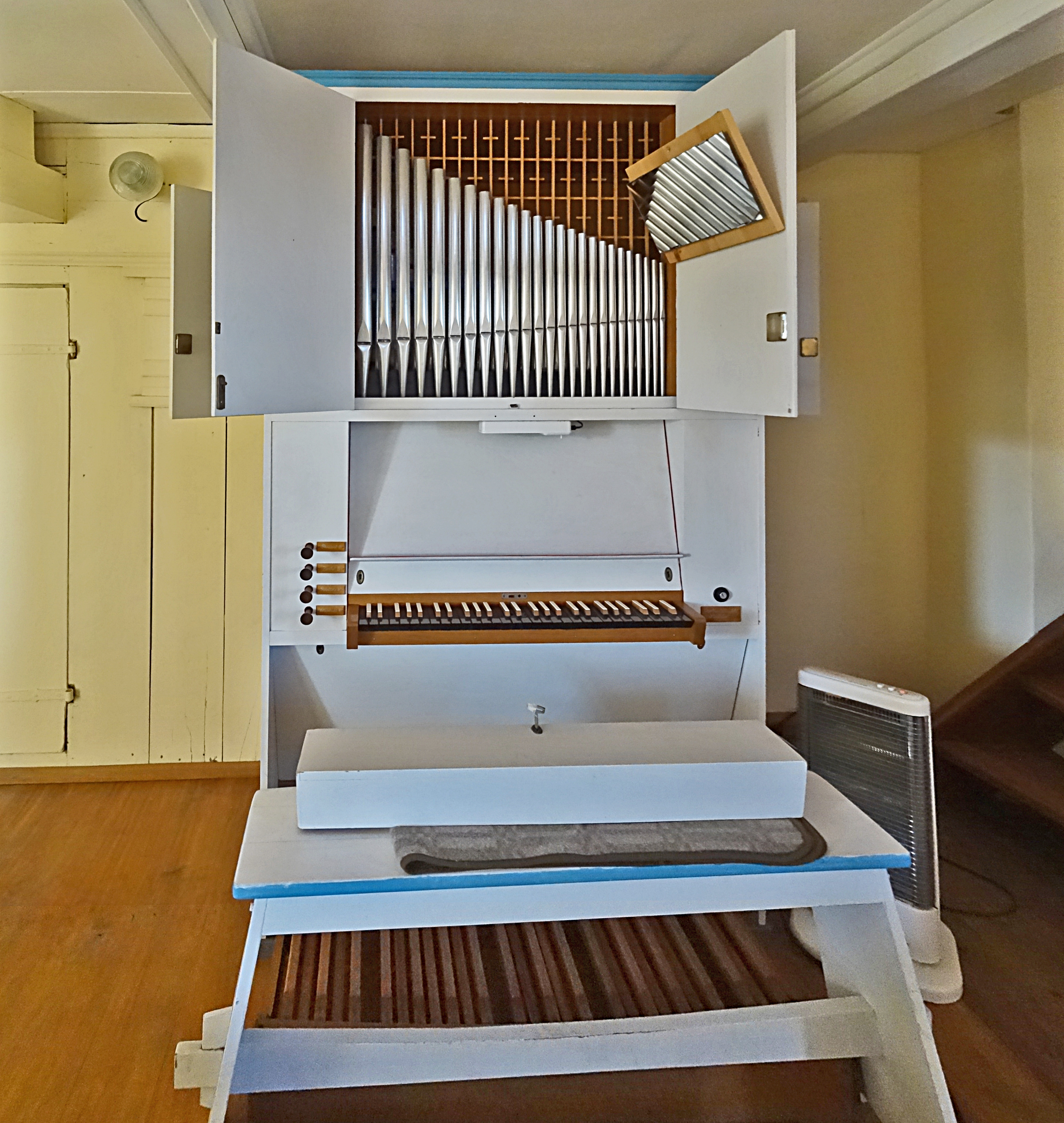
Schönefeld-Orgel

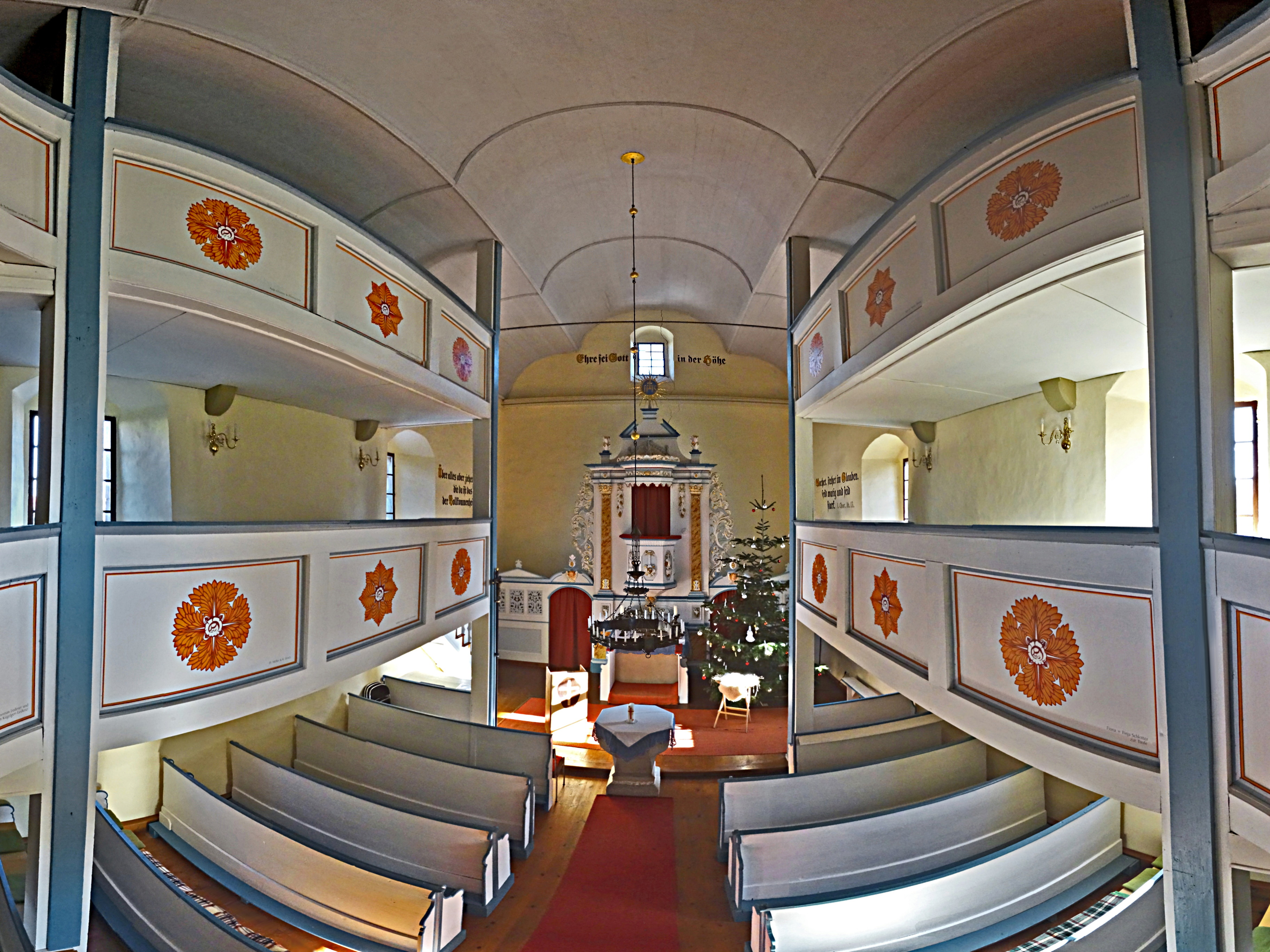
Innenansicht

Die schlichte mittelalterliche Kirche mit Westturm wurde um 1723 zu einer barocken Emporenhalle umgebaut.
Alle drei Schiffe sind mit hölzernen Tonnengewölben gedeckt, das Mittelschiff mit einer Korbbogen-Tonne, die Seitenschiffe oberhalb der beiden Emporengeschosse mit relativ flachen Halb-Korbbogen-Tonnen. Die schlanken hölzernen Pfeiler reichen ohne Unterbrechung vom Boden bis an die Decke, wo sie ohne Kapitelle enden. Die Altaranlage ist räumlich aufgeteilt: Die Kanzel hängt an einer prächtigen Altarwand am hinteren Ende der Chorplattform, der Altartisch vor der Altarstufe zwischen den ersten/letzten Decken- und Emporenpfeilern. Das Taufbecken ist aus dem 16. Jahrhundert.
1990 stand die Kirche vor dem Verfall. Sie wurde mit großem Einsatzwillen bis 2008 saniert und von Landesbischof Christoph Kähler wieder eingeweiht.

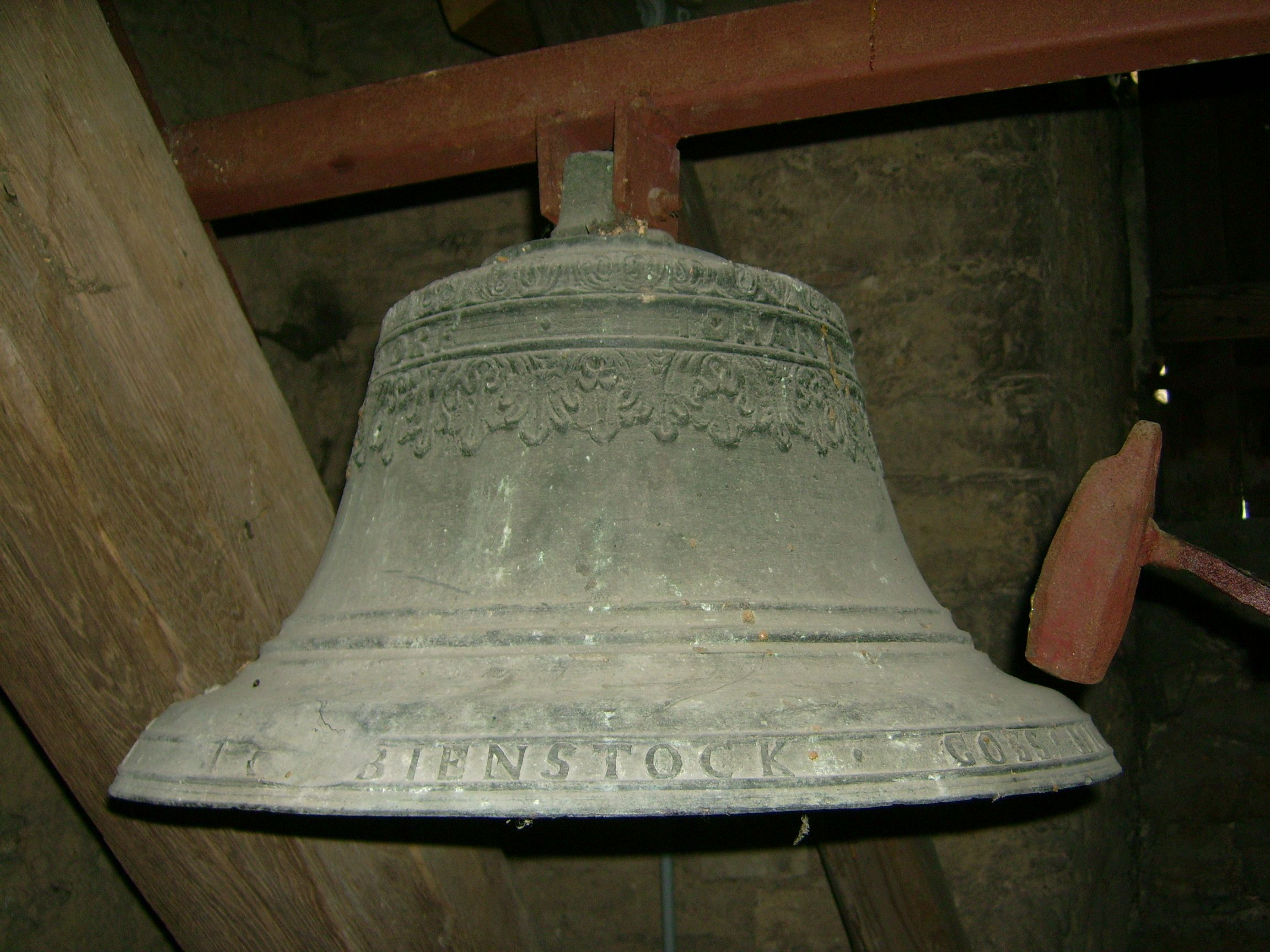
Die Bienstock-Glocke

Die Orgel von Johann Georg Schröter (1683–1747) musste für den Wiederaufbau der Kirche ausgelagert werden. Dies übernahm die Firma Orgelbau Schönefeld aus Stadtilm. 1979 erbaute Schönefeld eine neue Klein-Orgel für Bad Berka, die im Jahre 2008 nach Schellroda umgesetzt wurde.
Im Turm läuten zwei Bronzeglocken aus verschiedenen Jahrhunderten. Die größere wurde 1865 von den Gebrüdern Ulrich (Apolda) gegossen. Die kleinere, ältere, schuf 1749 Johann Bienstock (Erfurt).